# Piazza del Duomo (Brescia)
Piazza Paolo VI, o Piazza del Duomo, è una delle piazze principali di Brescia. Parte centrale del centro storico, ed inserita nella Brescia Antica, era conosciuta come piazza del Duomo, per la presenza dei due duomi cittadini, Duomo vecchio e Duomo nuovo, venne intitolata a papa Paolo VI, dopo la sua morte.

## Descrizione
L'origine della piazza è medioevale, così come alcuni palazzi che vi si affacciano, uno tra tutti palazzo Broletto, che oggi comprende anche la torre civica (o Torre del Pegol) e la loggia delle Grida, situato sul lato nord-est della piazza e risalente al Duecento, è considerato l'edificio pubblico più antico di Brescia. Oggi il palazzo ospita la Prefettura, l'Amministrazione Provinciale e qualche ufficio comunale.

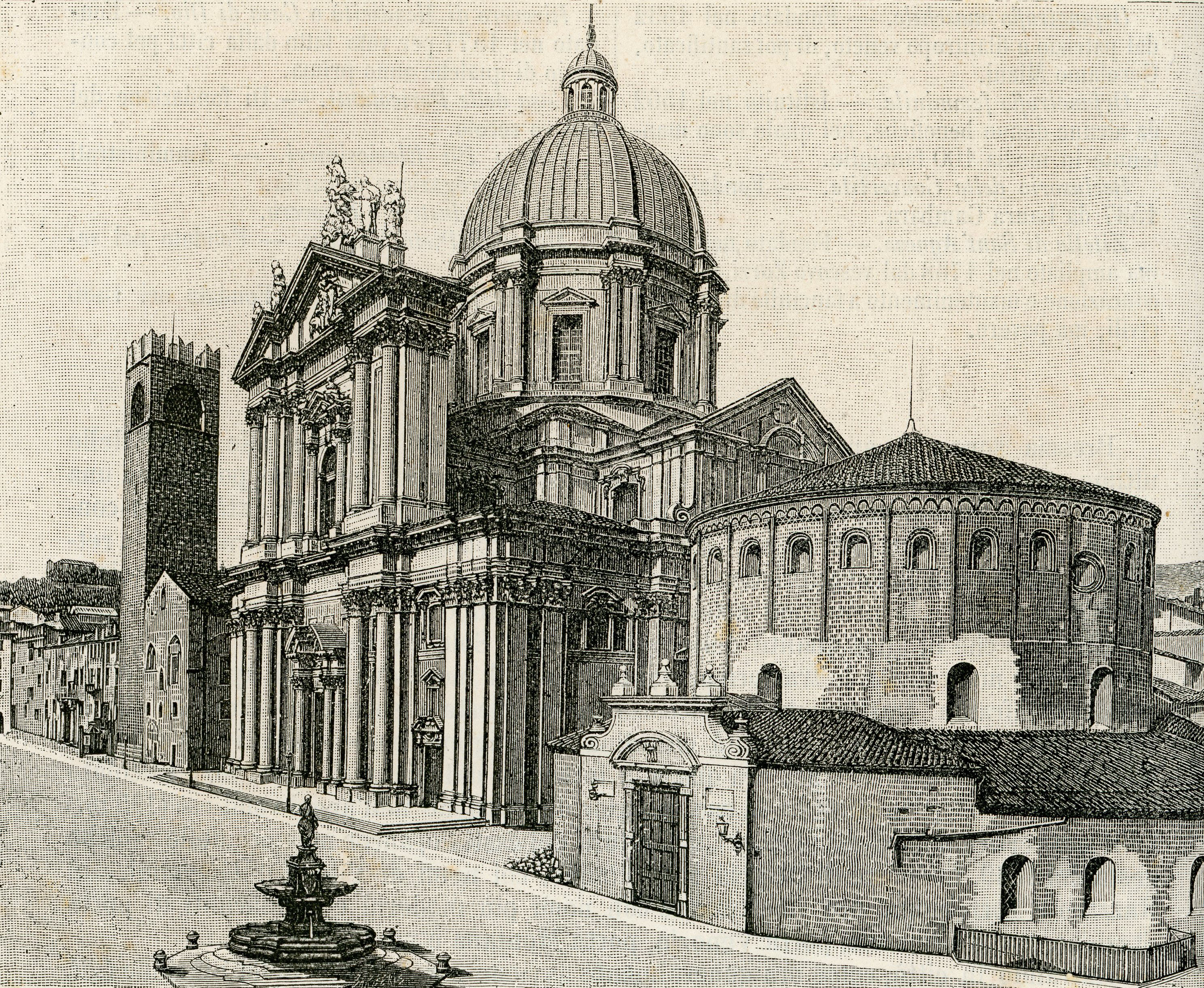
La piazza in una xilografia del 1898

Sempre sul lato orientale troviamo il Duomo Nuovo, eretto tra il 1604 e il 1825, comprendente vari stili architettonici che vanno dal tardo Barocco al rococò, e il Duomo Vecchio, o Rotonda, costruzione dell'XI secolo esempio di architettura romanica, che all'esterno presenta ancora i segni del vecchio livello di terreno della piazza, che venne poi rifatto in epoca veneziana.
Sul lato meridionale della piazza troviamo il palazzo Negroboni, proprietà di UBI Banca, risalente ai primi del Novecento ed opera dell'architetto bresciano Antonio Tagliaferri; fu costruito dove in precedenza si trovava un palazzo della famiglia Negroboni. Invece, opposto al Duomo Nuovo, troviamo un palazzetto in stile neoclassico risalente al 1809, che presenta due grandi colonne ioniche centrali, vicino al quale è presente la cosiddetta casa dei Camerlenghi, così chiamata perché fu a suo tempo sede dei camerlenghi, amministratori finanziari durante la dominazione veneta, che presenta particolari trifore quattrocentesche.
Al di sotto di questa costruzione è presente un passaggio di origine medioevale, oggi conosciuto come Galleria Duomo, che collega la piazza con i portici di via Dieci Giornate, edificati su progetto di Pier Maria Bagnadore, lungo la vecchia cinta muraria cittadina; mentre all'eccasso meridionale e a quello settentrionale, troviamo rispettivamente Via Paganora, caratterizzata da qualche palazzo di tardo Ottocento, oltre che dal retro dello storico Teatro Grande, e la quattrocentesca chiesa di Sant'Agostino, ormai annessa al palazzo del Broletto.

## Eventi ospitati
- Il 6 luglio 2001 ha ospitato il concerto del cantautore e chitarrista Mark Knopfler.
- Il 12 luglio 2006 ha ospitato il concerto del gruppo hard rock inglese Deep Purple.
- Il 25 luglio 2009 ha ospitato il concerto del cantante Lenny Kravitz.
- L'8 novembre 2009 ha ospitato la messa celebrata da Papa Benedetto XVI[3]
- L'11 maggio 2013 ha ospitato un comizio di Silvio Berlusconi durante il quale fu duramente contestato dagli antagonisti di sinistra assiepati ai margini della piazza[4]
- Ogni anno a settembre ospita la manifestazione Fiorinsieme durante la quale la piazza è trasformata in un giardino.

## Galleria d'immagini

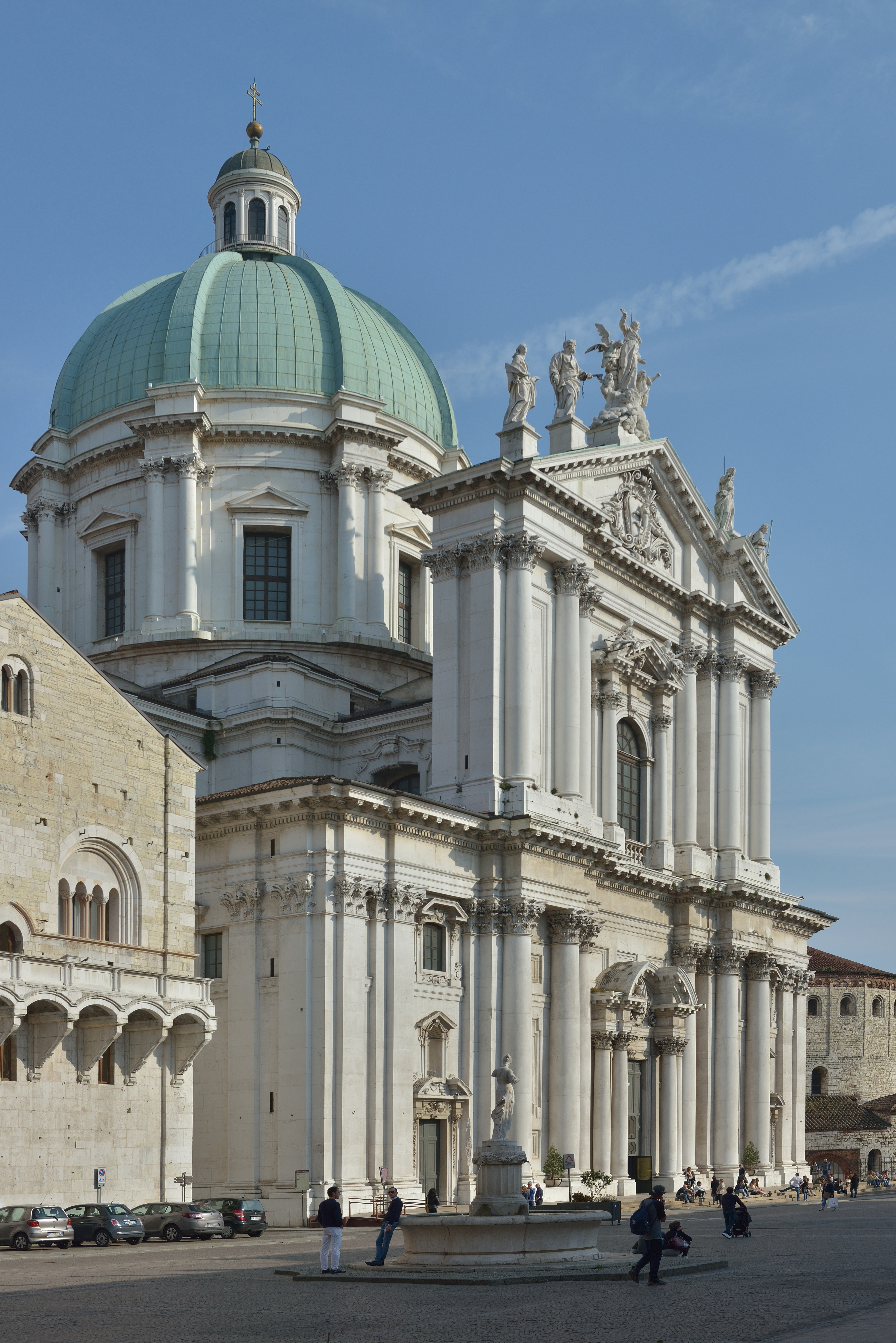
Duomo Nuovo
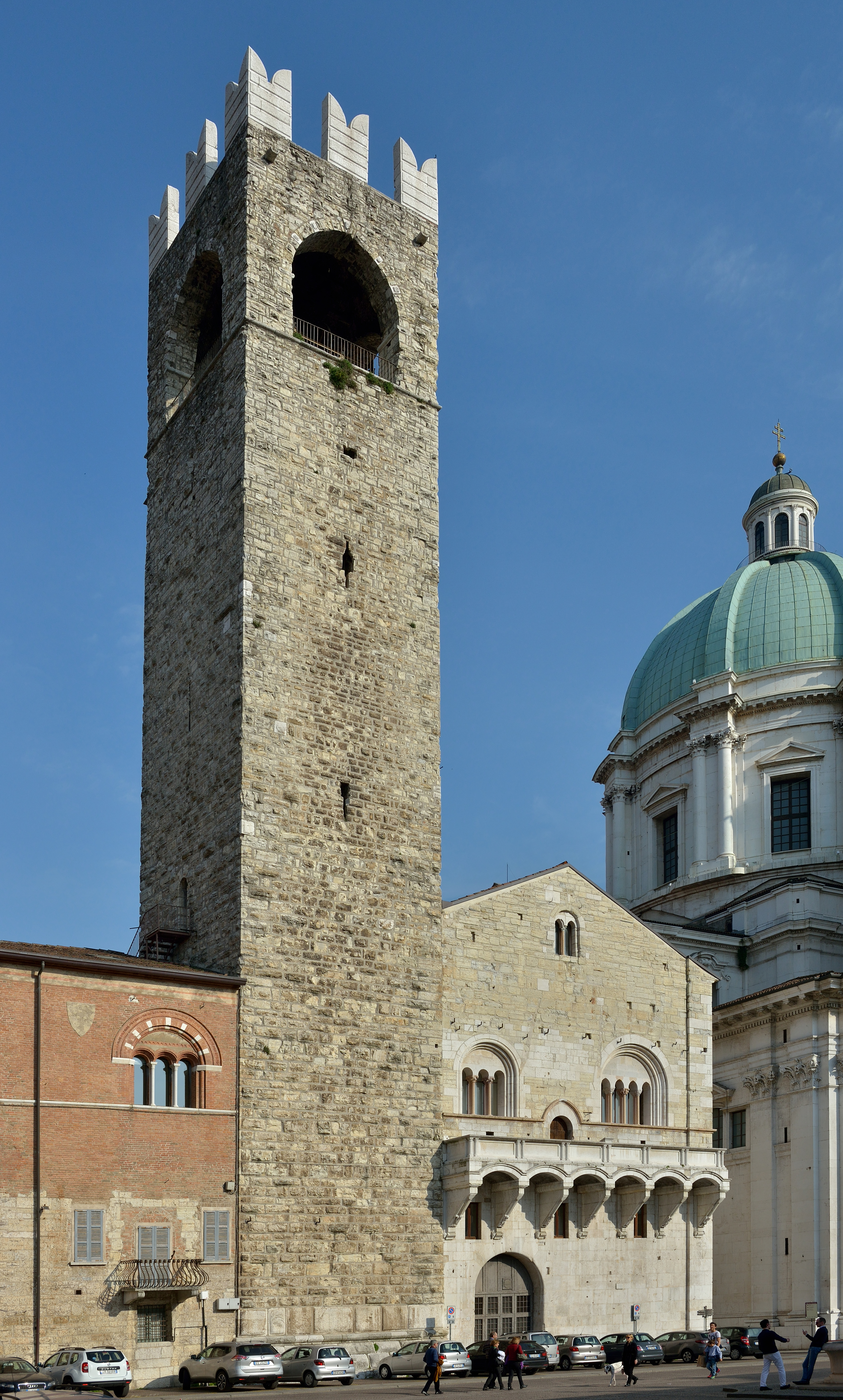
Il Broletto, la Torre del Pegol e la loggia delle Grida
Cortile interno del Broletto
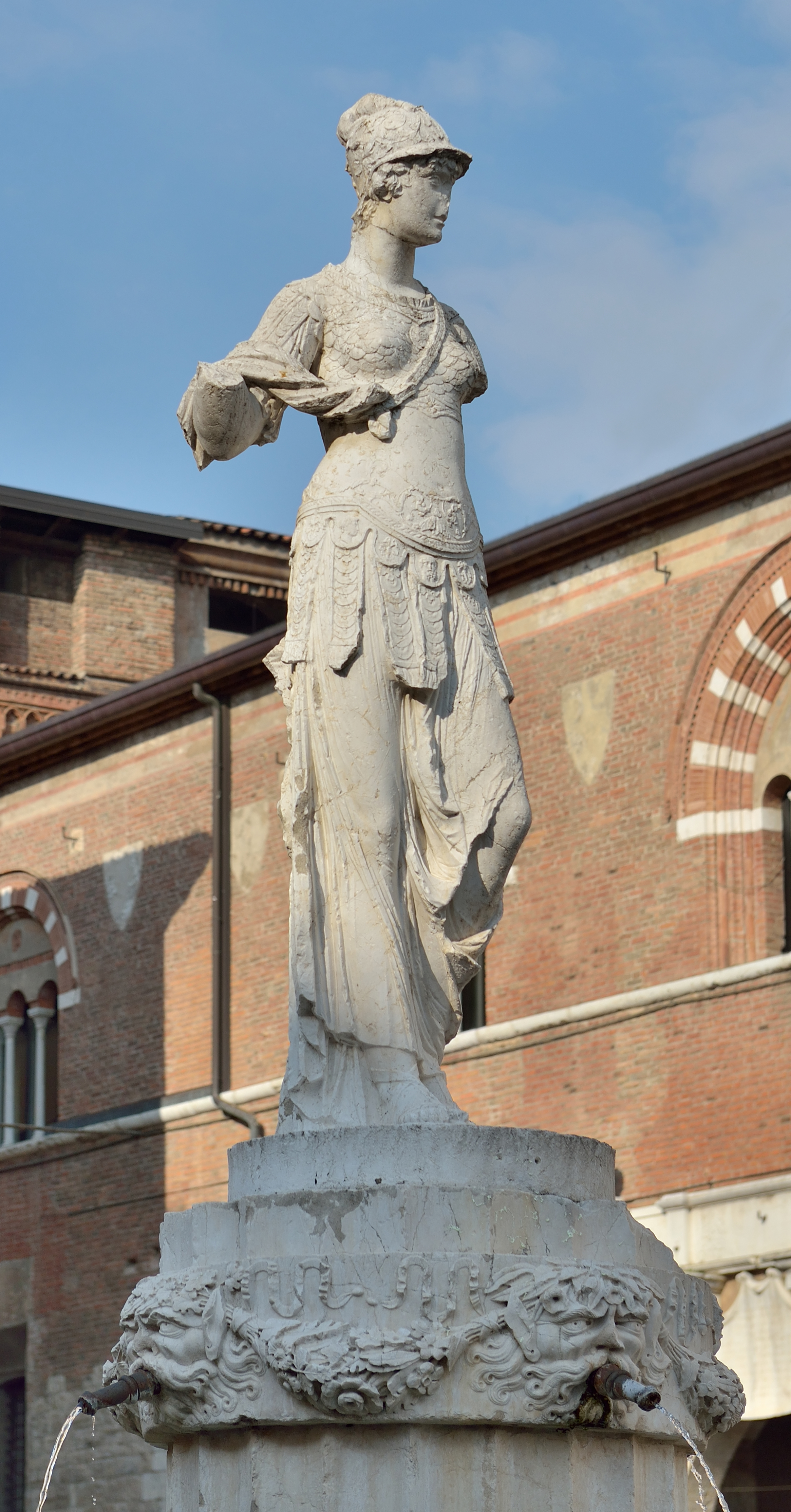
Fontana della Minerva
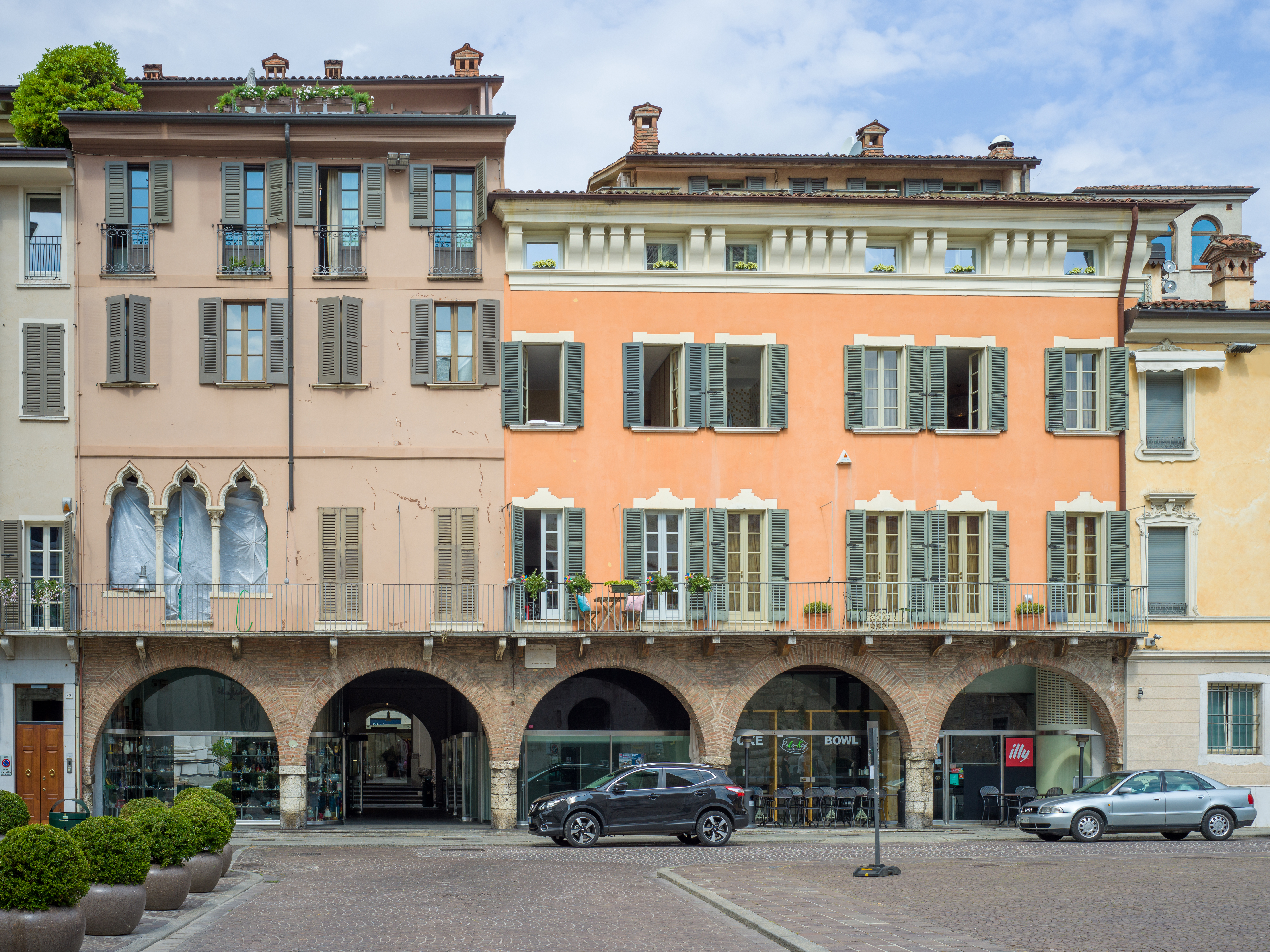
La casa dei Camerlenghi con in bella vista, sulla sinistra, tre eleganti bifore gotiche
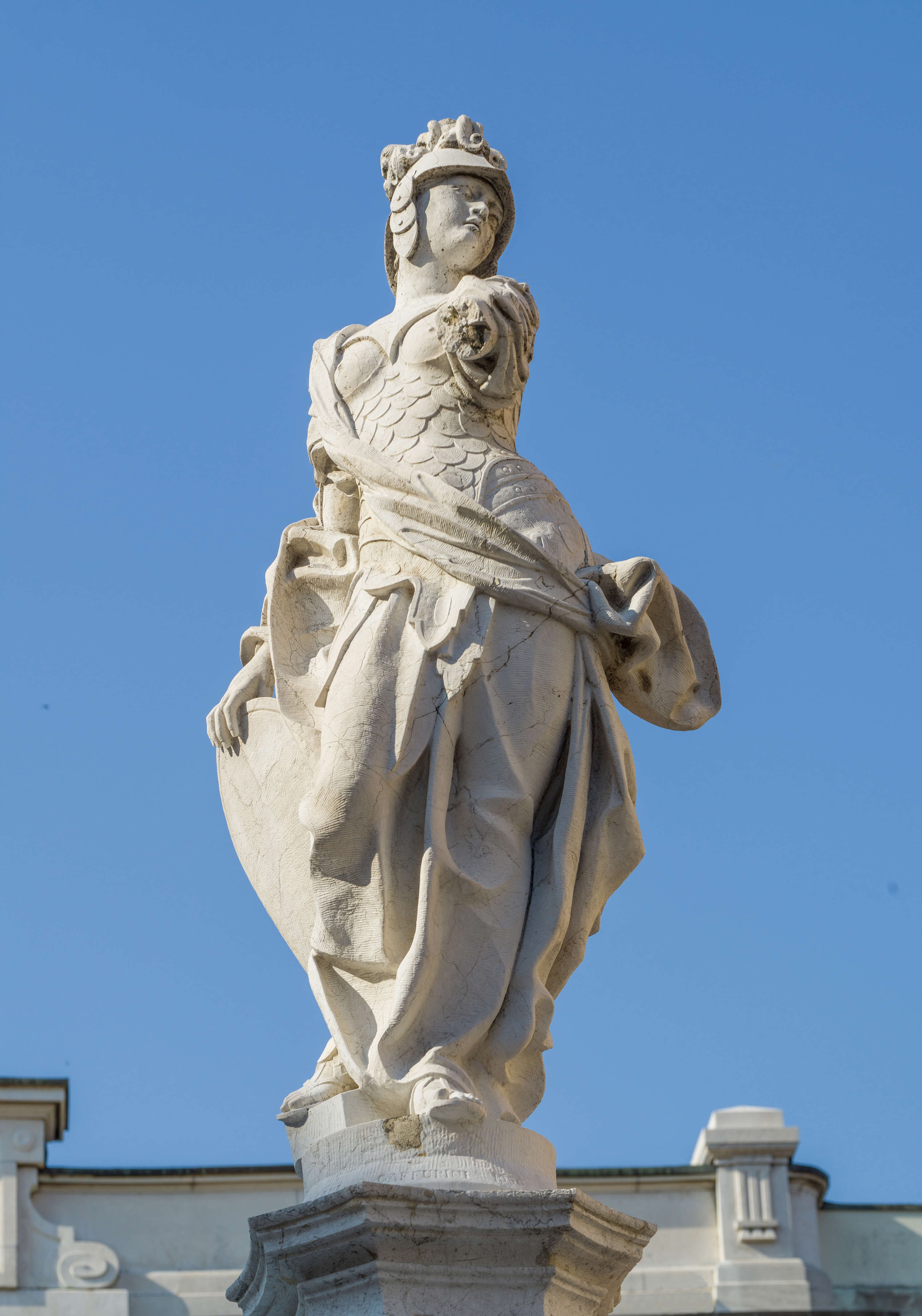
Fontana della "Brescia armata"
Il Duomo Vecchio di Brescia
La facciata dell'ex chiesa di Sant'Agostino